# 하라베쓰촌
하라베쓰촌(原別村)은 아오모리현 히가시쓰가루군에 놓여졌던 촌이다.

## 연혁
- 1889년 4월 1일 - 정촌제 시행과 함께 하라베쓰촌이 성립하였다.
- 1955년 3월 1일 - 아오모리시에 편입해 소멸하였다.